# Dassa-Zoumé
Dassa-Zoumé – miasto w Beninie, w departamencie Collines. Położone jest około 150 km na północ od stolicy kraju, Porto-Novo. W spisie ludności z 11 maja 2013 roku liczyło 29 461 mieszkańców.